# موسيقى شلاغر

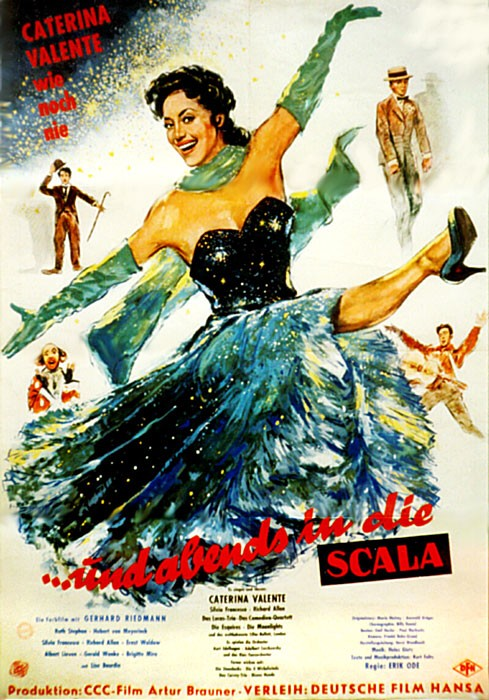
صورة معبرة عن الموسيقى وعن موسيقى شلاغر

موسيقى شلاغر (بالإنجليزية: Schlager music)‏ هي نمط من الموسيقى الشعبية الأوروبية التي تُعد عمومًا مرافقة جذابة للمقطوعات الصوتية من موسيقى البوب مع بسيطة ، سعيدة ، محظوظ ، وغالبًا كلمات عاطفية.
مسارات شلاجر النموذجية هي إما قصائد حلوة وعاطفية مع نغمة بسيطة وجذابة أو نغمات بوب خفيفة. تركز الكلمات عادةً على الحب والعلاقات والمشاعر. أخذت النسخة الشمالية من شلاغر (لا سيما في فنلندا) عناصر من الأغاني الفنلندية والشمالية والسلافية وغيرها من الأغاني الشعبية في أوروبا الشرقية ، مع كلمات تميل نحو مواضيع حزينة ورثائية. من الناحية الموسيقية ، يشبه شلاغر أنماط مثل الاستماع السهل.
Schlager هي كلمة مستعارة من الألمانية. كما جاء في بعض اللغات الأخرى (مثل الدنماركية والنرويجية والسويدية والهولندية والتشيكية والفنلندية والمجرية والليتوانية واللاتفية والإستونية والصربية والتركية والروسية والعبرية والرومانية ، على سبيل المثال) ، حيث احتفظت بمعنى "أغنية (موسيقية)". تم تمثيل النمط بشكل متكرر في مسابقة الأغنية الأوروبية وكان شائعًا منذ بدء المسابقة في عام 1956 ، على الرغم من أنه تم استبداله تدريجيًا بأنماط موسيقى البوب الأخرى.